# Wahlenbergia rupestris
Wahlenbergia rupestris är en klockväxtart som beskrevs av George Simpson.
Wahlenbergia rupestris ingår i släktet Wahlenbergia och familjen klockväxter. Inga underarter finns listade i Catalogue of Life.